# 조침문
조침문(弔針文)은 조선 순조 때 유씨(兪氏)부인이 지은 수필이다. 일명 제침문(祭針文)이라고도 한다. 국한문 혼용체이지만 국문수필로 분류된다.
조침문은 바늘을 의인화하여 제문형식으로 쓴 글이다. 일찍이 문벌좋은 집으로 출가했다가 슬하에 자녀도 없이 과부가 된 윤씨가 오로지 바느질을 낙으로 삼고 있는데 하루는 시삼촌에게서 얻은 마지막 바늘이 부러지자 그 섭섭한 심회를 누를 길이 없어 이 글을 지었다.

## 내용
유세차(維歲次) 모년(某年) 모월(某月) 모일(某日)에, 미망인(未亡人) 모씨(某氏)는 두어자 글로써 침자(針者)에게 고(告)하노니, 인간 부녀(人間婦女)의 손 가운데 중요로운 것이 바늘이로대, 세상 사람이 귀히 아니 여기는 것은 도처(到處)에 흔한 바이로다. 이 바늘은 한낱 작은 물건(物件)이나, 이렇듯이 슬퍼함은 나의 정회(情懷)가 남과 다름이라. 오호 통재(嗚呼痛哉)라, 아깝고 불쌍하다. 너를 얻어 손 가운데 지닌지 우금(于今) 이 십 칠 년이라. 어이 인정(人情)이 그렇지 아니하리요. 슬프다. 눈물을 짐깐 거두고 심신(心身)을 겨우 진정(鎭定)하여, 너의 행장(行狀)과 나의 회포(懷抱)를 총총히 적어 영결(永訣)하노라.
연전(年前)에 우리 시삼촌(媤三村)께옵서 동지상사(冬至上使) 낙점(落點)을 무르와, 북경(北京)을 다녀 오신 후에, 바늘 여러 쌈을 주시거늘, 친정(親庭)과 원근 일가(遠近一家)에게 보내고, 비복(婢僕)들도 쌈쌈이 나눠 주고, 그 중에 너를 택(擇)하여 손에 익히고 익히어 지금까지 해포 되었더니, 슬프다, 연분(緣分)이 비상(非常)하여, 너희를 무수(無數)히 잃고 부러뜨렸으되, 오직 너 하나를 연구(年久)히 보전(保全)하니, 비록 무심(無心)한 물건(物件)이나 어찌 사랑스럽고 미혹(迷惑)지 아니하리오. 아깝고 불쌍하며, 또한 섭섭하도다.
나의 신세(身世) 박명(薄命)하여 슬하(膝下)에 한 자녀(子女) 없고, 인명(人命)이 흉완(凶頑)하여 일찍 죽지 못하고, 가산(家産)이 빈궁(貧窮)하여 침선(針線)에 마음을 붙여, 널로 하여 생애(生涯)를 도움이 적지 아니하더니, 오늘날 너를 영결(永訣)하니, 오호 통재(嗚呼痛哉)라, 이는 귀신(鬼神)이 시기(猜忌)하고 하늘이 미워하심이로다.
아깝다 바늘이여, 어여쁘다 바늘이여, 너는 미묘(微妙)한 품질(品質)과 특별(特別)한 재치(才致)를 가졌으니, 물중(物中)의 명물(名物)이요, 철중(鐵中)의 쟁쟁(錚錚)이라. 민첩(敏捷)하고 날래기는 백대(百代)의 협객(俠客)이요, 굳세고 곧기는 만고(萬古)의 충절(忠節)이라. 추호(秋毫) 같은 부리는 말하는 듯하고, 두렷한 귀는 소리를 듣는 듯한지라. 능라(綾羅)와 비단(緋緞)에 난봉(鸞鳳)과 공작(孔雀)을 수놓을 제, 그 민첩하고 신기(神奇)함은 귀신(鬼神)이 돕는 듯하니, 어찌 인력(人力)이 미칠 바리요.
오호 통재(嗚呼痛哉)라, 자식(子息)이 귀(貴)하나 손에서 놓일 때도 있고, 비복(婢僕)이 순(順)하나 명(命)을 거스릴 때 있나니, 너의 미묘(微妙)한 재질(才質)이 나의 전후(前後)에 수응(酬應)함을 생각하면, 자식에게 지나고 비복(婢僕)에게 지나는지라. 천은(天銀)으로 집을 하고, 오색(五色)으로 파란을 놓아 곁고름에 채였으니, 부녀(婦女)의 노리개라. 밥 먹을 적 만져 보고 잠잘 적 만져 보아, 널로 더불어 벗이 되어, 여름 낮에 주렴(珠簾)이며, 겨울 밤에 등잔(燈盞)을 상대(相對)하여, 누비며, 호며, 감치며, 박으며, 공그릴 때에, 겹실을 꿰었으니 봉미(鳳尾)를 두르는 듯, 땀땀이 떠 갈 적에, 수미(首尾)가 상응(相應)하고, 솔솔이 붙여 내매 조화(造化)가 무궁(無窮)하다.이생에 백년 동거(百年同居)하렸더니, 오호 애재(嗚呼哀哉)라, 바늘이여.
금년 시월 초십일 술시(戌時)에, 희미한 등잔 아래서 관대(冠帶) 깃을 달다가, 무심중간(無心中間)에 자끈동 부러지니 깜짝 놀라와라. 아야 아야 바늘이여, 두 동강이 났구나. 정신(精神)이 아득하고 혼백(魂魄)이 산란(散亂)하여, 마음을 빻아 내는 듯, 두골(頭骨)을 깨쳐 내는 듯, 이윽토록 기색 혼절(氣塞昏絶)하였다가 겨우 정신을 차려, 만져 보고 이어 본들 속절 없고 하릴 없다. 편작(扁鵲)의 신술(神術)로도 장생불사(長生不死) 못하였네. 동네 장인(匠人)에게 때이련들 어찌 능히 때일손가. 한 팔을 베어 낸 듯, 한 다리를 베어 낸 듯, 아깝다 바늘이여, 옷 섶을 만져 보니, 꽂혔던 자리 없네.오호 통재(嗚呼痛哉)라, 내 삼가지 못한 탓이로다.
무죄(無罪)한 너를 마치니, 백인(伯仁)이 유아이사(由我而死)라, 누를 한(恨)하며 누를 원(怨)하리요. 능란(能爛)한 성품(性品)과 공교(工巧)한 재질을 나의 힘으로 어찌 다시 바라리요. 절묘(絶妙)한 의형(儀形)은 눈 속에 삼삼하고, 특별한 품재(稟才)는 심회(心懷)가 삭막(索莫)하다. 네 비록 물건(物件)이나 무심(無心)하지 아니하면, 후세(後世)에 다시 만나 평생 동거지정(平生同居之情)을 다시 이어, 백년고락(百年苦樂)과 일시 생사(一時生死)를 한 가지로 하기를 바라노라. 오호 애재(嗚呼哀哉)라, 바늘이여.

### 어휘 풀이
- 유세차(維歲次): 제문(祭文)의 첫머리에 쓰는 말
- 행장(行狀): 사람이 죽은 뒤 그 평생에 지낸 일을 적은 글
- 동지상사(同至上使): 해마다 동짓달에 중국에 보내던 사신(使臣)의 우두머리
- 무르와: 받아와
- 흉완(凶頑)하다: 흉악하고 모질다
- 널로 하여: 너로 인하여
- 생애(生涯): 살아 온 한평생 동안. 생계(生計). 여기서는 '생계'의 뜻으로 쓰임
- 쟁쟁(錚錚): 여럿 가운데에서 매우 뛰어나다
- 난봉(鸞鳳): 난조(鸞鳥)와 봉황
- 천은(天銀): 품질이 썩 좋은 옷
- 호다: 천을 겹쳐 땀을 곱걸지 않고 일정한 간격이 있게 꿰매다
- 공그리다: 실밥이 보이지 않게 솔기(옷이나 이불 등을 만들 때, 두 폭의 천을 맞대고 꿰매어 생긴 줄)속으로 바늘을 떠서 꿰매다
- 술시(戌時): 초경(初更). 밤 7-9시
- 유아이사(由我而死): 나로 인하여 죽음
- 공교(工巧): (솜씨가) 재치 있고 교묘함
- 의형(儀形): 몸을 가지는 태도, 의표(儀表), 용의(容儀)
- 일시생사(一時生死): 한 날 같이 살고 한 날 같이 죽음